# Maestro di Pratovecchio
Il Maestro di Pratovecchio (Pratovecchio, ... – ...; fl. 1435-1455) è stato un pittore italiano del Rinascimento, nominato da Roberto Longhi in un articolo del 1952 sulla base di somiglianze stilistiche di una serie di opere con una pala dipinta per il monastero di San Giovanni Evangelista a Pratovecchio.

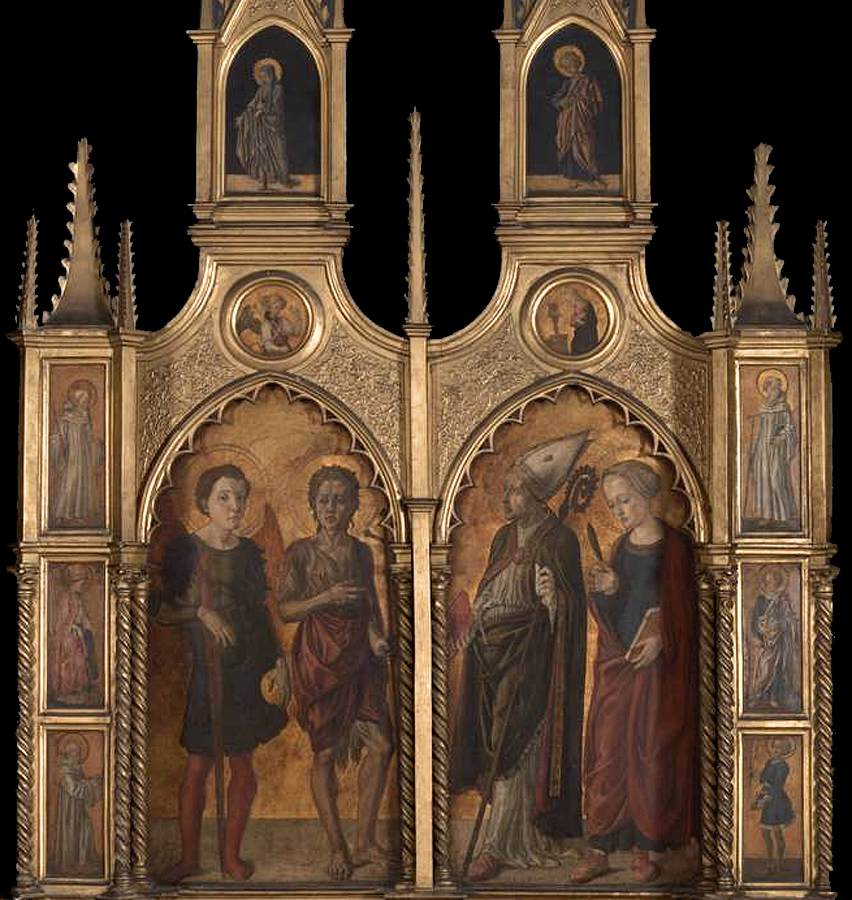
Pannelli laterali sinistro e destro della pala d'altare di Pratovecchio, raffigurante San Michele e Giovanni Battista, un vescovo santo e una martire. Ca. 1450, National Gallery, Londra

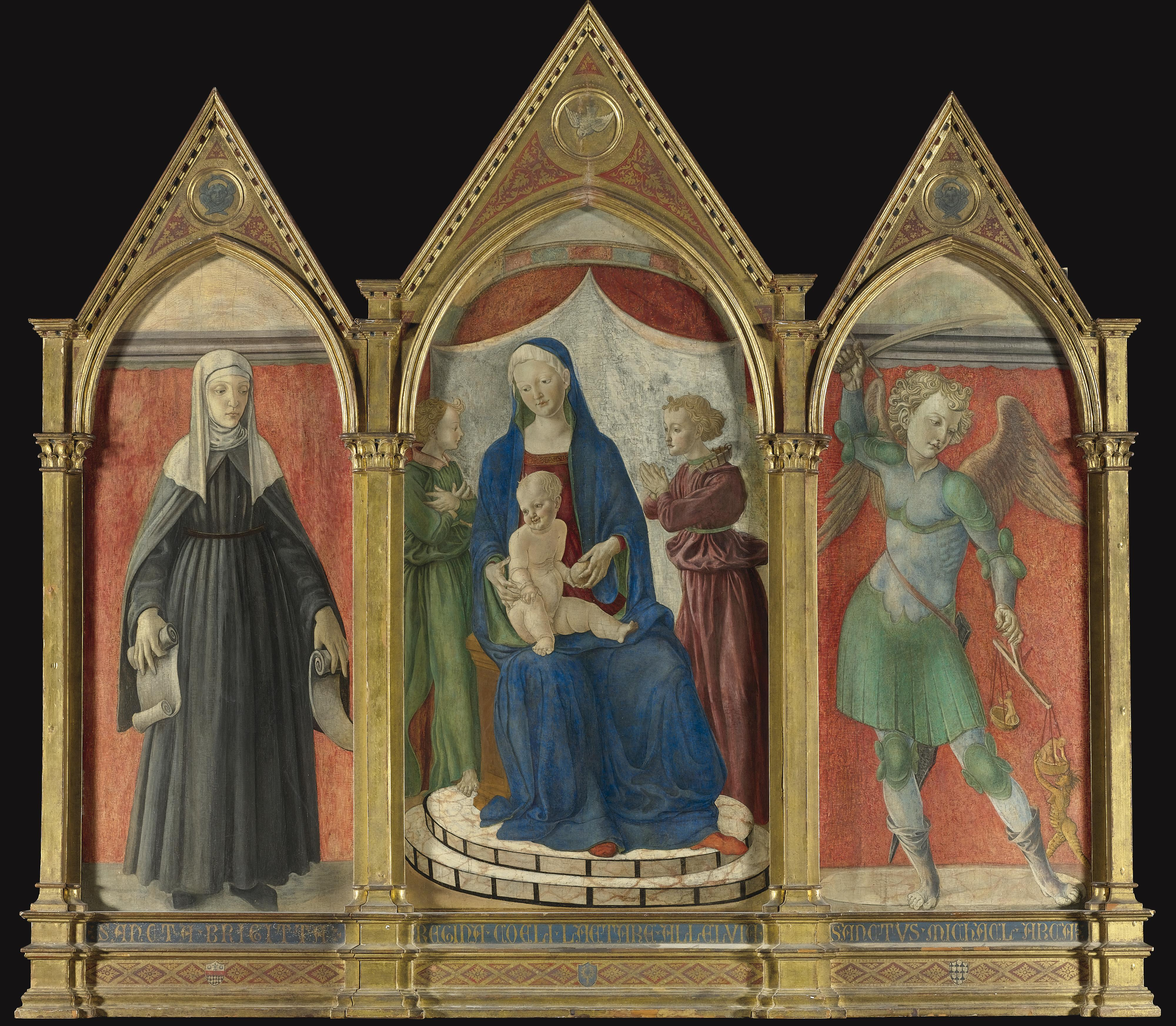
Madonna col Bambino con Santa Brigida e l'Arcangelo Michele, precedentemente nella Collezione Getty

Il pannello centrale del trittico, raffigurante l'Assunzione della Vergine, è attualmente ad Arezzo mentre i pannelli laterali, sinistro e destro, si trovano nella National Gallery di Londra. 

## Biografia
Su di lui non si hanno altre informazioni se non quelle relative ad alcune fonti di pagamenti di sue opere.
Oltre al trittico di cui si è detto, altre opere attribuitegli comprendono Tre Arcangeli presente nella Gemäldegalerie di Berlino, una Madonna col Bambino presente nel Fogg Art Museum, di Cambridge in Massachusetts, un'altra Madonna col Bambino nella Pinacoteca di Brera a Milano e una Madonna con sei angeli, nella Pierpont Morgan Library & Museum a New York. 
Le opere del Maestro sono considerate fortemente influenzate dai pittori Domenico Veneziano e Andrea del Castagno, ma anche dallo scultore Donatello. 
Nel 1974 un dipinto della collezione Getty attribuito al Maestro di Pratovecchio (successivamente venduto nel 2011), raffigurante una Madonna con Bambino con Santa Brigida e l'Arcangelo Michele, venne collegato, da Burton B. Fredricksen, a un dipinto simile con l'Arcangelo Michele e Santa Brigida, commissionato nel 1439 per il convento delle Brigitine di Pian di Ripoli, per il quale fu versato un pagamento a un Giovanni di Francesco del Cervelliera da Rovezzano. Tuttavia, a causa delle notevoli differenze di stile tra le opere attribuite al Maestro di Pratovecchio e quelle attribuite a Giovanni di Francesco, attivo nel 1450, è stato suggerito che, nonostante il pagamento, l'opera non fu creata da Giovanni di Francesco, ma solo più tardi, da un altro.
Un altro nome, suggerito da Padoa Rizzo nel 1993, è Jacopo di Antonio (1427-1454), cugino di Giovanni di Francesco. Tuttavia, l'unica opera precedentemente associata a lui è di nuovo di uno stile diverso, attribuito da alcuni invece a Pesellino o ad un seguace vicino a lui. Scrivendo nel 2005, Andrea De Marchi ha quindi considerato le identificazioni finora presentate "per nulla soddisfacenti".